# Joan Cornellà
Joan Cornellà Vázquez, meglio conosciuto semplicemente come Joan Cornellà (Barcellona, 11 gennaio 1981), è un illustratore e fumettista spagnolo.

## Biografia
Laureato in belle arti, ha lavorato per pubblicazioni come La cultura del Duodeno, El Periódico, Amaníaco, TMEO, il giornale Ara e Quimera. Il suo stile grafico è orientato al surrealismo e al grottesco.
Nel 2009 ha vinto la terza edizione del premio Josep Coll nella categoria sotto i trent'anni di età, per il suo album Abulio, pubblicato l'anno seguente da Glénat.
Ha iniziato a lavorare per la rivista El Jueves realizzando fumetti per la sezione d'attualità.
Nel 2012 ha pubblicato Fracasa Mejor, una selezione di fumetti in bianco e nero da lui realizzati negli ultimi tre anni. Gran parte del materiale era inedito, altre vignette erano invece già state pubblicate su El Jueves e in diverse fanzine.

## Opere
- Abulio (2010)
- Fracasa Mejor (2012)
- Mox Nox (2013)
- Mox Nox - Second Edition (2013)
- Zonzo (2015)
- Sot (2016)
- Everyone dies alone (2019)